# Кардон (Бурятія)
Кардон (рос. Кардон) — село Тарбагатайського району, Бурятії Росії. Входить до складу Сільського поселення Шалутське.
Населення — 164 особи (2015 рік).